# Guaraguaoonops
Guaraguaoonops là một chi nhện trong họ Oonopidae.